# Hadoblothrus
Genre
Hadoblothrus est un genre de pseudoscorpions de la famille des Syarinidae.

## Distribution
Les espèces de ce genre se rencontrent en Italie et en Grèce.

## Liste des espèces
Selon Pseudoscorpions of the World (version 3.0) :
- Hadoblothrus aegeus Beron, 1985
- Hadoblothrus gigas (Caporiacco, 1951)

## Publication originale
- Beier, 1952 : Über die von L. di Caporiacco aus Apulien beschriebenen Höhlen-Pseudoscorpione. Memorie di Biogeografica Adriatica, vol. 2, p. 103-108.